# Anastasija Nazarenko
Anastasija Konstantinovna Nazarenko (ryska: Анастасия Константиновна Назаренко), född den 17 januari 1993 i Kaliningrad, Ryssland, är en rysk gymnast.
Hon tog var med och tog OS-guld i trupp i rytmisk gymnastik i samband med de olympiska gymnastiktävlingarna 2012 i London.